# Chicago Packers 1961-1962
La stagione 1961-62 dei Chicago Packers fu la 1ª nella NBA per la franchigia.
I Chicago Packers arrivarono quinti nella Western Division con un record di 18-62, non qualificandosi per i play-off.

## Roster
| N° | Naz.                   | Ruolo | Sportivo          | Anno | Alt. | Peso |
| -- | ---------------------- | ----- | ----------------- | ---- | ---- | ---- |
| 8  | Stati Uniti (bandiera) | C     | Walt Bellamy      | 1939 | 211  | 102  |
| 10 | Stati Uniti (bandiera) | G     | Howie Carl        | 1938 | 175  | 73   |
| 12 | Stati Uniti (bandiera) | GA    | Andy Johnson      | 1932 | 196  | 98   |
| 14 | Stati Uniti (bandiera) | AC    | Charlie Tyra      | 1935 | 203  | 104  |
| 15 | Stati Uniti (bandiera) | A     | Horace Walker     | 1937 | 191  | 95   |
| 16 | Stati Uniti (bandiera) | GA    | Sihugo Green      | 1933 | 188  | 84   |
| 21 | Stati Uniti (bandiera) | G     | Slick Leonard     | 1932 | 191  | 84   |
| 22 | Stati Uniti (bandiera) | GA    | Jack Turner       | 1939 | 196  | 91   |
| 23 | Stati Uniti (bandiera) | G     | York Larese       | 1938 | 193  | 83   |
| 25 | Stati Uniti (bandiera) | G     | Ralph Davis       | 1938 | 191  | 82   |
| 33 | Stati Uniti (bandiera) | A     | George Bon Salle  | 1935 | 203  | 100  |
| 33 | Stati Uniti (bandiera) | AC    | Dave Piontek      | 1934 | 198  | 104  |
| 35 | Stati Uniti (bandiera) | A     | Barney Cable      | 1935 | 201  | 79   |
| 35 | Stati Uniti (bandiera) | AC    | Woody Sauldsberry | 1934 | 201  | 100  |
| 44 | Stati Uniti (bandiera) | AC    | Archie Dees       | 1936 | 203  | 93   |
| 44 | Stati Uniti (bandiera) | AC    | Joe Graboski      | 1930 | 201  | 88   |
| 52 | Stati Uniti (bandiera) | G     | Vern Hatton       | 1936 | 191  | 88   |

## Staff tecnico
- Allenatore: Jim Pollard